# Prodaticus
Prodaticus is een geslacht van kevers uit de familie  waterroofkevers (Dytiscidae).
Het geslacht is voor het eerst wetenschappelijk beschreven in 1882 door Sharp.

## Soorten
Het geslacht omvat de volgende soorten:
- Prodaticus africanus Rocchi, 1976
- Prodaticus pictus Sharp, 1882